# فن الطبخ الجزيئي

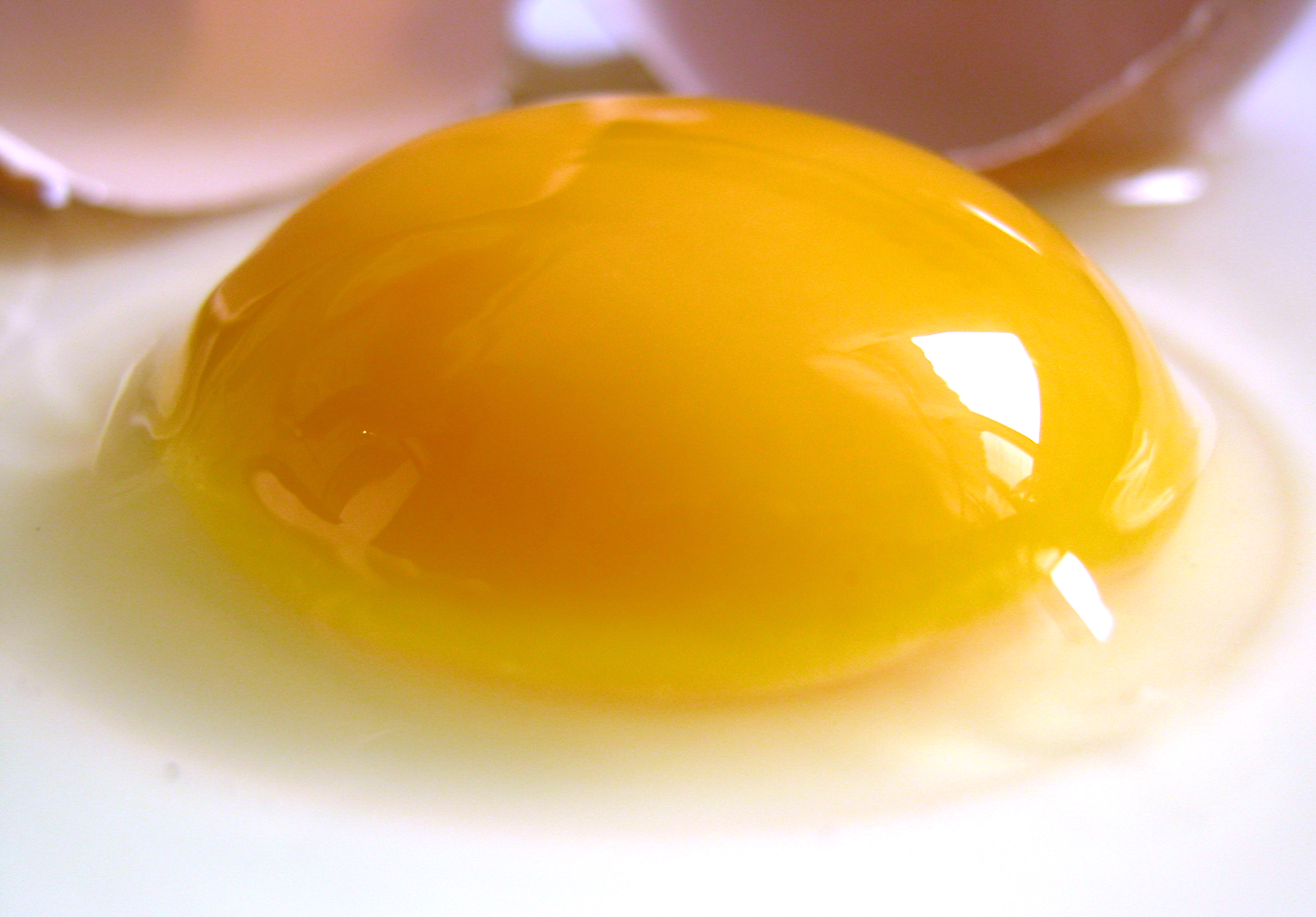
يسعى المطبخ الجزيئي لدراسة كيفية تاثير درجات الحرارة على البيض عند طهيه. كما يسعى لتقديم طرق جديدة لطبخ البيض وتقديمه. هنا البيض كمثال على العديد من تطبيقات هذا المطبخ الذي يكون أحد محاوره الأساسية هي دراسة درجات الحرارة المختلفة وتأثيرها على الأطعمة.

 فن الطبخ الجزيئي أو المطبخ الجزيئي هو جانبٌ من علم الغذاء يسعى إلى التحقيق في التحولات الفيزيائية والكيميائية بين المكونات التي تحدث عند الطهي. ويشمل برنامجها ثلاثة محاور وهي الاجتماعية والفنية والتقنية. المطبخ الجزيئي هو النمط الحديث للطبخ، ويستفيد من العديد من الابتكارات التقنية من التخصصات العلمية. تمت صياغة هذا المطبخ في عام 1988 بواسطة الفيزيائي العامل في جامعة أكسفورد نيكولاس كورتي والكيميائي الفرنسي هيرفي ذس.